# 杵臼
杵臼是一套工具，自石器时代以来就有使用。杵臼用于将固体物质研磨成较细的粉末，也可以用于让不同的固体粉末混合。杵臼常用于食物調理、化学实验、药品配置。化学实验中将这套工具称为研杵和研缽。其中臼或研缽是一种内壁粗糙的圆形容器，而杵是一个较重的棒状物。无论物品干湿都可以用杵臼粉碎，通过杵的压力和旋转完成工作。
研杵有木、竹、陶瓷、石等材質，實驗室使用的研缽和研杵一般为陶瓷制作，也有玻璃、氧化铝、玛瑙、金属材质。实验用的研缽不可以加热。

## 词源

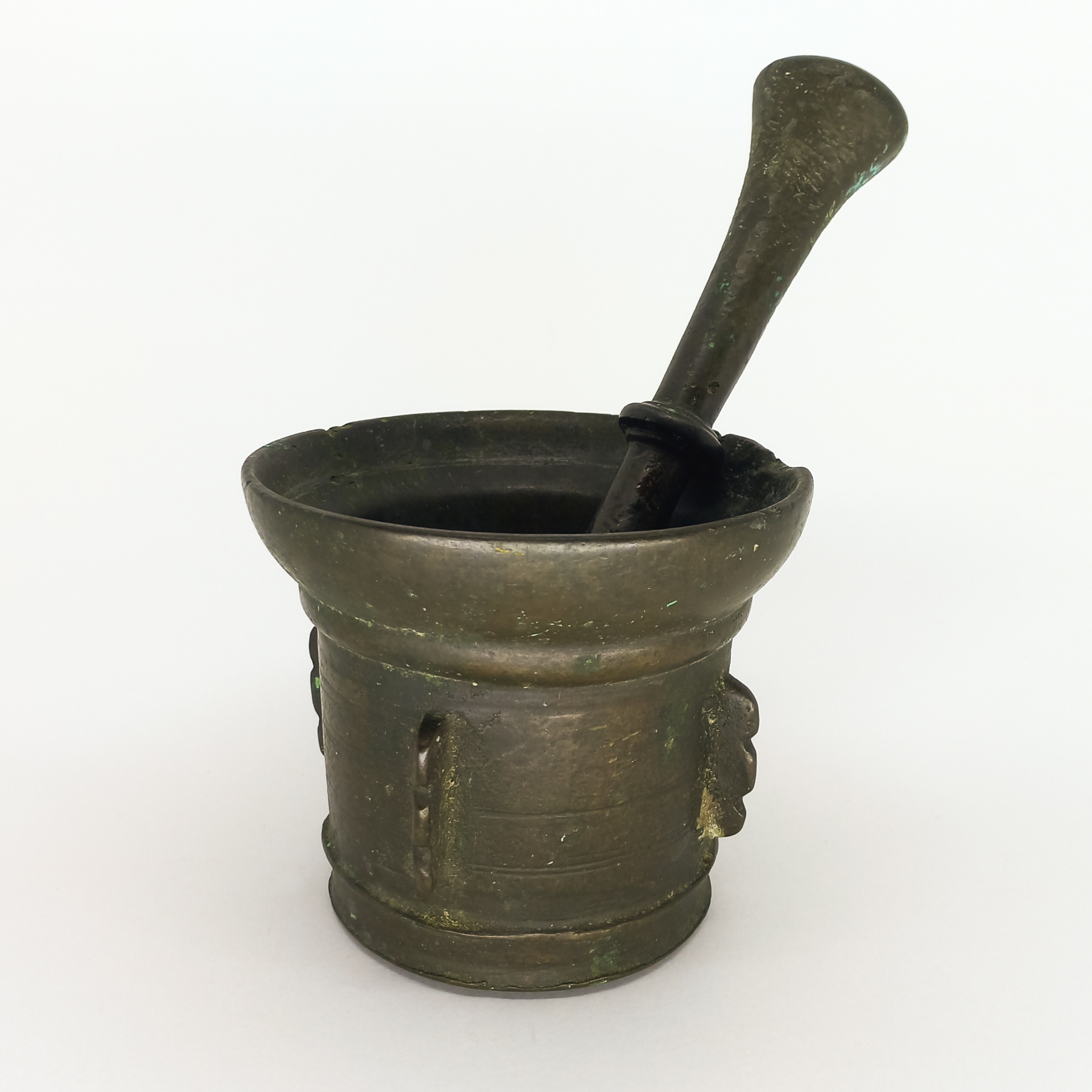

西周《繫辭下》：斷木為杵，掘地為臼，臼杵之利，萬民以濟，蓋取諸小過。
《说文解字》：
- 臼：舂也。古者掘地為臼，其後穿木石。象形。中，米也。凡臼之屬皆从臼。(……）古者雝父初作舂。
- 杵：舂杵也。从木午聲。

## 延伸阅读
[在维基数据编辑]
 《欽定古今圖書集成·經濟彙編·考工典·杵臼部》，出自陈梦雷《古今圖書集成》